# Autosalon van Genève

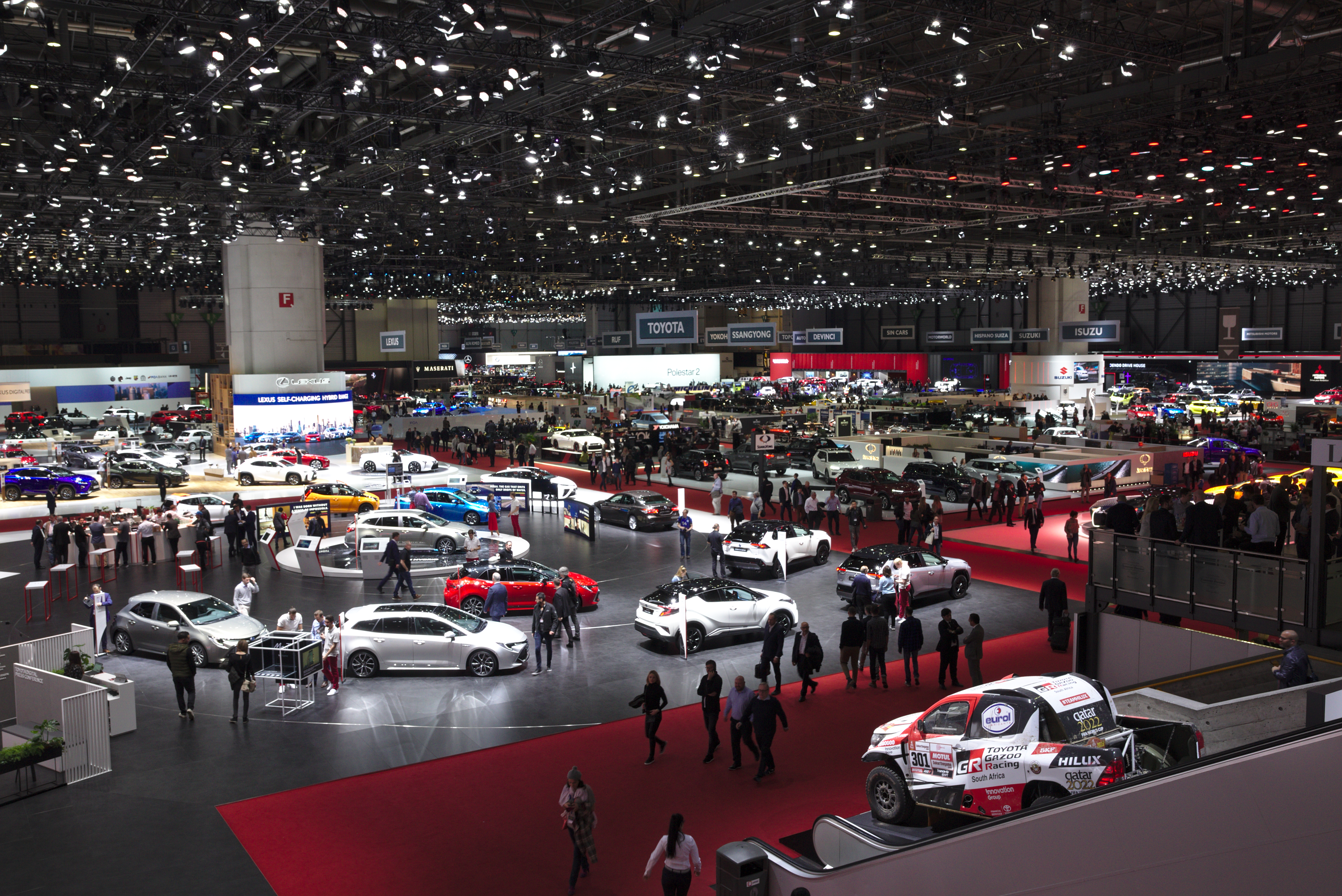
Autosalon van Genève 2019.

De Autosalon van Genève is een jaarlijkse autosalon in het Zwitserse Genève. De officiële naam is Salon International de L’Auto et Accessoires. Hij wordt gehouden in de Palexpo bij de luchthaven Genève-Cointrin en trekt 700.000 tot 800.000 bezoekers per jaar.
De Autosalon in Genève is een van de grootste autobeurzen ter wereld, waar tientallen fabrikanten vaak hun nieuwste modellen introduceren, zeker wat betreft hun Europese modellen.

## Geschiedenis

Logo

In 1905 vond in Genève aan de Boulevard Georges-Favon de eerste "nationale automobiel- en fietsshow" plaats.
De opbouw van de stands is een belangrijk onderdeel en draagt bij aan de overzichtelijkheid van de show. Rond 1920 waren alleen tapijten en groene planten toegestaan om de stand op te sieren, later is de hoogte van de stand beperkt tot 140 cm.
Van 1907 tot 1911 werd de show in Zürich gehouden, omdat in Genève een vijandige stemming ten opzichte van auto's kwam opzetten. Men vond auto's namelijk een gevaar voor voetgangers.
Van 1914 tot 1916 was er vanwege de Eerste Wereldoorlog geen autosalon. Ook van 1940 tot 1945 was er geen autosalon, vanwege de Tweede Wereldoorlog en vanwege de moeilijke naoorlogse jaren werd dit verlengd tot 1947.
In 2005 werd de beurs voor de 75ste keer gehouden onder de huidige naam (van 3 maart tot 13 maart). Men vierde dat de eerste autoshow in Genève honderd jaar daarvoor werd gehouden.
De editie van het autosalon van Genève van 2020 werd afgelast op 28 februari 2020, enkele dagen voor de voorziene start van het salon. De afgelasting was het gevolg van een door de Bondsraad ingesteld verbod op evenementen waarbij meer dan 1.000 mensen aanwezig zijn, een maatregel in het kader van de strijd tegen het coronavirus dat in die periode zijn opgang maakte in Europa. Ook de edities van 2021 en 2022 zijn afgelast. Er werd aangekondigd dat de editie van 2023 niet in in maart in Genève zal doorgaan, maar in oktober in Doha, Qatar, onder de naam Geneva International Motor Show Qatar. 

## Belangrijke wereldpremières

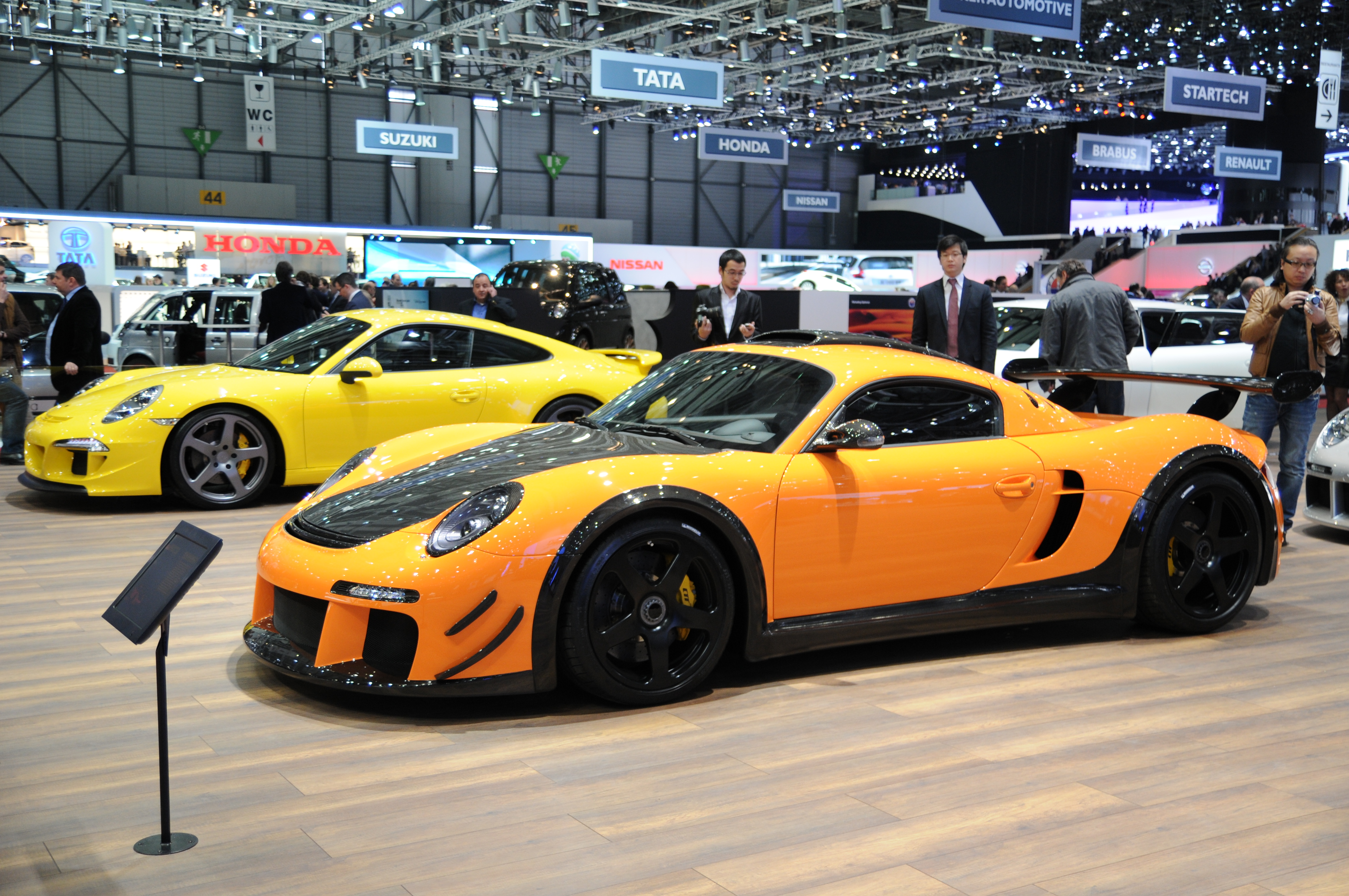
Twee auto's van Ruf op Autosalon van Genève 2012

Een overzicht van de verschillende wereldpremières in Genève:
- Ford A (1928)
- Mercedes SSK (1929)
- Maybach Zeppelin (1931)
- Alfa Romeo 8C 2300 (1932)
- Fiat 500 Topolino (1937)
- Opel Kapitän (1939)
- Jaguar XK 120 (1951)
- Fiat 600 (1955)
- Jaguar E-Type (1961)
- Mercedes 230 SL “Pagode” (1963)
- Renault 16 (1964)
- Ferrari Dino (1965 als prototype)
- Peugeot 504 Coupé 504 Coupé (1969)
- Alfa Romeo Montreal (1970)
- Citroën SM (1970)
- Maserati Bora (1971)
- Ford Granada (1972)
- Audi 80 (1973)
- Ford Capri (1973)
- Lamborghini Countach (1973)
- Fiat X1/9 (1973)
- Volkswagen Scirocco I (1973)
- Porsche 928 (1977)
- Toyota Starlet (1978)
- Audi Quattro (1980)
- Volkswagen Scirocco II (1981)
- Bentley Mulsanne (1982)
- Audi 100 (1983)
- Volvo 480ES (1986)
- Renault Safrane (1992)
- Citroën C6 (2005)
- Porsche 911 GT3 (997) en Porsche 911 turbo (997) (2006)
- Audi A5 (2007)
- Mercedes C-Klasse (W204) (2007)
- Renault Twingo (2007)